# العلاقات اليابانية التركية
العلاقات اليابانية التركية هي العلاقات الثنائية التي تجمع بين اليابان وتركيا.

## التاريخ
أقامت حكومتا البلدين علاقات رسمية في 6 أغسطس/آب 1924، وافتُتحت السفارة اليابانية في تركيا في مارس/آذار 1925. وفي نوفمبر/تشرين الثاني من ذلك العام، وصل أوباتا يوكيتشي إلى إسطنبول ليشغل منصب أول سفير لليابان في تركيا. إلا أن جذور العلاقة تعود إلى أحداث تحطم الفرقاطة العثمانية أرطغرل في 16 سبتمبر/أيلول 1890 بسبب عاصفة قوية وتحطمت على الصخور قبالة ساحل كوشيموتو.
بعد إقامة العلاقات الدبلوماسية بين اليابان وتركيا، تأسست جمعية اليابان وتركيا عام 1926 وكان الأمير تاكاماتسو (نوبوهيتو، الابن الثالث للإمبراطور تايشو) أول رئيس لها. كان الأمير ميكاسا (تاكاهيتو)، الأخ الأصغر للإمبراطور شووا، باحثًا في تاريخ الشرق الأوسط ومهتماً بشكل خاص بتركيا. زار الأمير تركيا في أبريل/نيسان 1963 والتقى بالرئيس ورئيس الوزراء. كما لعب دورًا محوريًا في إنشاء مركز الثقافة الشرق أوسطية (ميتاكا، طوكيو)، الذي اكتمل في عام 1979، والمعهد الياباني لعلم الآثار الأناضولي التابع له، والذي افتُتح في مقاطعة كيرشهير التركية عام 1998. وبقيادة عالم الآثار أومورا ساتشيهيرو، يقوم المعهد بأعمال حفر في مواقع كامان كاليهويوك وياسيهويوك وبوكلوكالي.

## مقارنة بين البلدين
هذه مقارنة عامة ومرجعية للدولتين:
| وجه المقارنة                                              | اليابان         | تركيا         |
| --------------------------------------------------------- | --------------- | ------------- |
| المساحة (كم2)                                             | 377.97 ألف      | 783.56 ألف    |
| عدد السكان (نسمة)                                         | 126.79 مليون    | 80.14 مليون   |
| الكثافة السكانية (ن./كم²)                                 | 335.45          | 102.28        |
| العاصمة                                                   | طوكيو           | أنقرة         |
| اللغة الرسمية                                             | اللغة اليابانية | اللغة التركية |
| العملة                                                    | ين ياباني       | ليرة تركية    |
| الناتج المحلي الإجمالي (بليون دولار)                      | 4.87 تريليون    | 851.10 مليار  |
| الناتج المحلي الإجمالي (تعادل القوة الشرائية) بليون دولار | 5.18 تريليون    | 1.57 تريليون  |
| الناتج المحلي الإجمالي الاسمي للفرد دولار أمريكي          | 34.52 ألف       | 9.12 ألف      |
| الناتج المحلي الإجمالي للفرد دولار أمريكي                 | 36.62 ألف       | 19.79 ألف     |
| مؤشر التنمية البشرية                                      | 0.903           | 0.761         |
| رمز المكالمات الدولي                                      | +81             | +90           |
| رمز الإنترنت                                              | .jp             | .tr           |
| المنطقة الزمنية                                           | توقيت اليابان   | ت ع م+03:00   |

## مدن متوأمة
في ما يلي قائمة باتفاقيات التوأمة بين مدن يابانية وتركية:
- ترتبط سابورو مع أضنة باتفاقية توأمة منذ 1972.
- ترتبط أوكاياما مع قونية باتفاقية توأمة.
- ترتبط شيمونوسيكي مع إسطنبول باتفاقية توأمة.
- ترتبط أوساكا مع آق سراي باتفاقية توأمة منذ 1974.
- ترتبط كوشيموتو، واكاياما مع مرسين باتفاقية توأمة.

## منظمات دولية مشتركة
يشترك البلدان في عضوية مجموعة من المنظمات الدولية، منها:
| علم المنظمة | اسم المنظمة                               | تاريخ انضمام اليابان | تاريخ انضمام تركيا |
| ----------- | ----------------------------------------- | -------------------- | ------------------ |
|             | مجموعة العشرين                            | ?                    | ?                  |
|             | منظمة التعاون الاقتصادي والتنمية          | ?                    | ?                  |
|             | منظمة التجارة العالمية                    | ?                    | 26 مارس 1995       |
|             | الاتحاد البريدي العالمي                   | ?                    | ?                  |
|             | الوكالة الدولية للطاقة                    | ?                    | ?                  |
|             | مجموعة الموردين النوويين                  | ?                    | ?                  |
|             | يونسكو                                    | 2 يوليو 1951         | 4 نوفمبر 1946      |
|             | الفريق المعني برصد الأرض                  | ?                    | ?                  |
|             | مؤسسة التمويل الدولية                     | 20 يوليو 1956        | 19 ديسمبر 1956     |
|             | المركز الدولي لتسوية المنازعات الاستشارية | 16 سبتمبر 1967       | 2 أبريل 1989       |
|             | بنك التنمية الآسيوي                       | 1966                 | 1991               |
|             | منظمة حظر الأسلحة الكيميائية              | ?                    | ?                  |
|             | مؤسسة التنمية الدولية                     | 27 ديسمبر 1960       | 22 ديسمبر 1960     |
|             | مجموعة أستراليا                           | 1985                 | 2000               |
|             | نظام تحكم تكنولوجيا القذائف               | 1987                 | 1997               |
|             | وكالة ضمان الاستثمار متعدد الأطراف        | 12 أبريل 1988        | 3 يونيو 1988       |
|             | الاتحاد الدولي للاتصالات                  | 29 يناير 1879        | 1866               |
|             | منظمة الشرطة الجنائية الدولية             | ?                    | ?                  |
|             | الأمم المتحدة                             | 18 ديسمبر 1956       | 24 أكتوبر 1945     |
|             | البنك الدولي للإنشاء والتعمير             | 13 أغسطس 1952        | 11 مارس 1947       |
|             | المنظمة الهيدروغرافية الدولية             | ?                    | ?                  |
|             | البنك الإفريقي للتنمية                    | ?                    | ?                  |

## أعلام
هذه قائمة لبعض الشخصيات التي تربطها علاقات بالبلدين:
- أندرو هيوز (ممثل تركي، 1908 – 1996)
- كايمان توغاشي (لاعب كرة قدم ياباني، 10 أغسطس 1993[24] – )
- ماي جي (20 يونيو 1988 – )

## وصلات خارجية
- موقع وزارة الخارجية اليابانية
- موقع وزارة الخارجية التركية